# GNU Emacs
GNU Emacs is een populaire Emacsimplementatie van GNU, oorspronkelijk geschreven door Richard Stallman. Net zoals andere variëteiten van Emacs is GNU Emacs uitbreidbaar via een turingvolledige programmeertaal.
GNU Emacs was het eerste programma dat uitgebracht werd door GNU.